# 伊礼幸雄
伊礼 幸雄（いれい ゆきお、1947年8月17日 - ）は、日本の政治家。沖縄県伊平屋村長（2期）。元同村収入役。

## 来歴
1970年に岡山県立邑久高等学校卒業後、村役場へ入庁。1998年から8年にわたり、村収入役を務める。2006年、ごみ処理施設導入の業者との契約を巡り、村を混乱させたとして辞職し、出直し選挙を行った西銘真助の対抗馬として村長リコールの署名活動をしてきた反対派に擁立される。「村民との対話、村民の目線でですね、行政改革すべきじゃないのかなと」と話していた。選挙戦では551票を獲得し、443票に終わった西銘を下し、初当選を果たした（投票率95.91%）。村が業者へ支払った1億7千万円余の賠償金について、当選直後に「11月ごろまでに村として西銘氏に請求する訴訟を起こしたい」と発言していた。2013年、返り咲きを目指す西銘に166票の差をつけ、再選された（投票率95.3%）。2017年にも再選されたが、2021年の村長選では新人の名嘉律夫に敗れた。

## 略歴
- 1970年3月 - 岡山県立邑久高等学校卒業
- 1970年3月 - 伊平屋村役場へ入庁
- 1998年6月1日 - 村収入役（1期、任期：2002年5月31日）
- 2002年6月1日 - 村収入役（2期、任期：2006年3月31日、以降収入役廃止）
- 2009年9月13日 - 伊平屋村長に当選
- 2009年9月20日 - 伊平屋村長に就任
- 2013年9月1日 - 伊平屋村長に再選